# 扁吻鮈
扁吻鮈（学名：Pungtungia herzi）为輻鰭魚綱鲤形目鲤科扁吻鮈属的鱼类，俗名猪嘴鱼。分布于日本、朝鲜以及鸭绿江水系等，體長可達11.8公分。该物种的模式产地在朝鲜。

## 扩展阅读
維基物種上的相關：扁吻鮈